# Arroyo Quebracho Grande
El arroyo Quebracho Grande es un curso de agua uruguayo que atraviesa el departamento de  Paysandú perteneciente a la cuenca hidrográfica del Río de la Plata.
Nace en la Cuchilla del Queguay y desemboca en la río Queguay Grande tras recorrer alrededor de  32 km.